# Königlicher Seraphinenorden

Collane

Avers

Revers

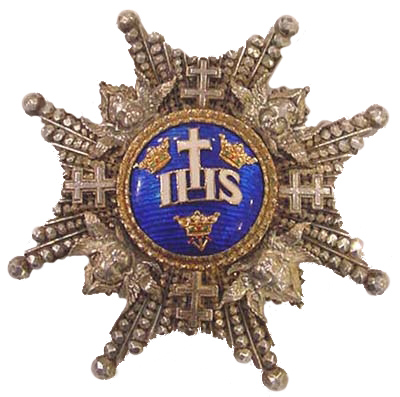
Bruststern mit Brillanten

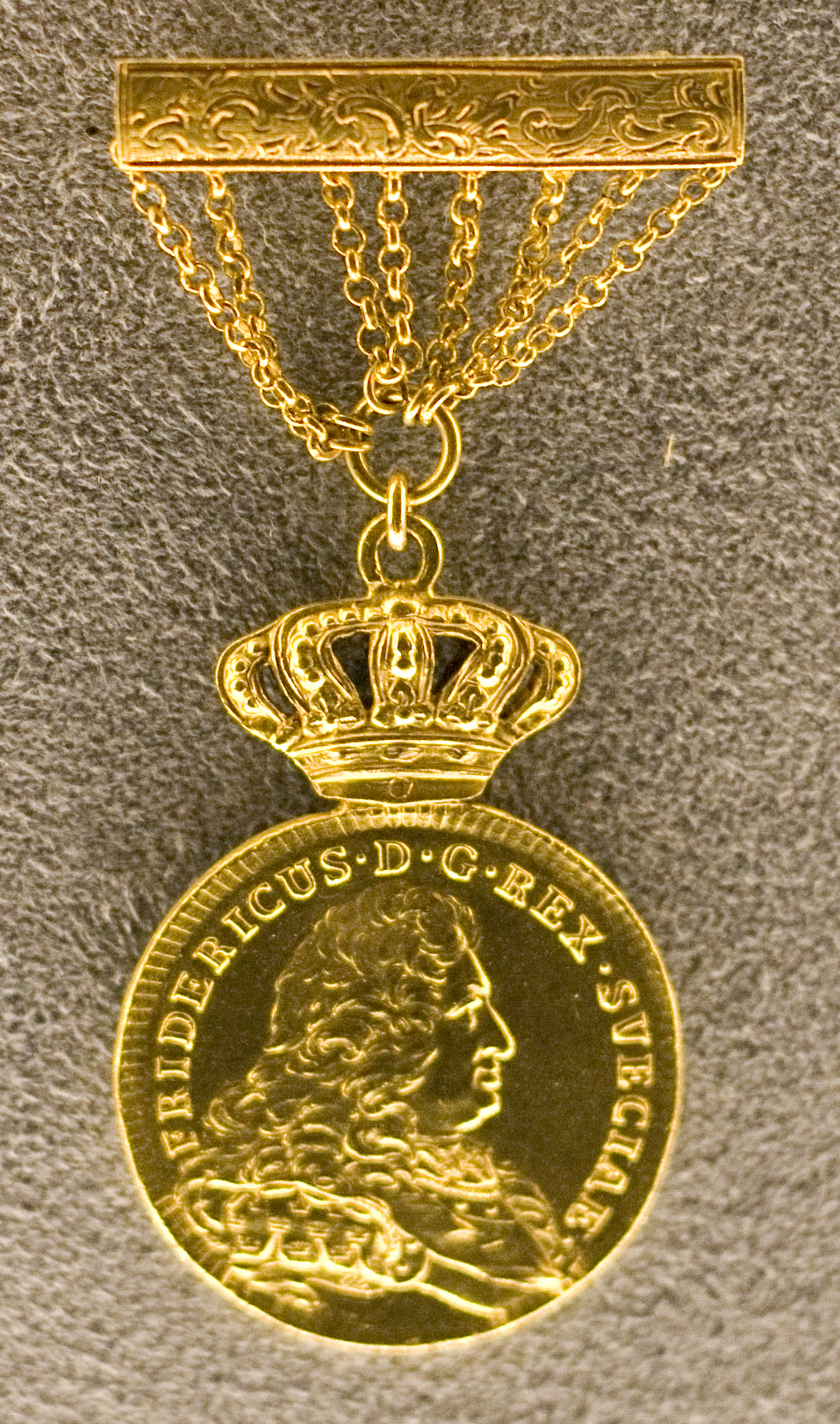
Seraphinenmedaille (Avers)

Der Königliche Seraphinenorden (schwedisch Kungliga Serafimerorden) ist als Staats- oder Ritterorden der höchste Orden des Königreiches Schweden sowie der Hausorden der Königlichen Familie. Erbberechtigte Prinzen und Prinzessinnen erhalten ihn bei ihrer Geburt. Im Weiteren kann er in erster Linie ausländischen Staatsoberhäuptern und ihnen gleichgestellten Personen verliehen werden. Großmeister des Ordens ist der König von Schweden.  Der Orden, der nur eine einzige Klasse (riddare „Ritter“) kennt, wird auch „das blaue Band“ (Det blå bandet) genannt.
Zum Schwertorden gehört die Seraphinenmedaille (schwedisch Serafimermedalj).

## Geschichte
Der Seraphinenorden wurde am 72. Geburtstag des schwedischen Königs Friedrich I. aus dem Hause Hessen-Kassel am 23. April 1748 gestiftet. Gleichzeitig mit dem Seraphinenorden schuf König Friedrich das sogenannte „Ordenssystem“, in dem Ritter des Seraphinenordens den Titel „Ritter und Komtur der Orden Seiner Königlichen Majestät“ (schwedisch Riddare och kommendör av Kunglig Majestäts Orden) erhielten. Ausländer wurden zugleich Komture des Nordsternordens und des Schwertordens, Inländer konnten den Seraphinenorden nur dann erhalten, wenn sie bereits Komture dieser Orden waren. 1772 wurde das Ordenssystem um den Wasaorden für wirtschaftliche Verdienste erweitert und die bisherigen Komturklassen durch Großkreuze ersetzt. Ab 1873 konnten auch Komture 1. Klasse dieser Orden in den Seraphinenorden aufgenommen werden. Bei der Stiftung erdachte man natürlich eine ruhmreiche Vergangenheit des Ordens, der im 13. Jahrhundert von König Magnus I. Ladulås gestiftet worden sein sollte, und begrenzte die Zahl der einheimischen Ritter (Prinzen des Königshauses als Ritter durch Geburt ungerechnet) auf 24, später auf 32.
Als eventuelle Vorfahren des Seraphinenordens können vier Collanen gelten: die von Erik XIV. getragene Collane des Salvatorordens, die Collane des Agnus-Dei-Ordens des Königs Johann III., die Collane des Jehovaordens des Königs Karl IX. und die Collane des Jesusordens der Könige Karl X. Gustav und Karl XI. Diese Collanen enthielten einige Elemente der Ordenskette des Seraphinenordens, da sie aber nur von Königen getragen werden durften und niemals Statuten erhielten, können sie nicht als Orden betrachtet werden.
Nach dem Vorbild von Ritterorden wurden im Falle der Inländer nur Männer, hohe Staatsbeamte und Militärs im Range mindestens eines Generalleutnants sowie Geistliche, die Bischöfe waren – und „Mitglieder“, nicht „Ritter“ genannt wurden – in den Orden aufgenommen. Im Falle der Ausländer erhielten ihn auch nur Männer, die Staatsoberhäupter waren, und bei Monarchien auch Kronprinzen und einige Prinzen. Die königlichen Prinzen von Schweden bekamen ihn bei der Taufe in die Wiege gelegt, durften ihn aber erst nach der Konfirmation anlegen und verloren ihn beim Austritt aus dem Königshaus. Erst die unter König Oskar II. ausgearbeiteten Statuten von 1902 gaben auch der Königin das Recht, den Seraphinenorden zu tragen, ohne jedoch Frauen zur Ordensgemeinschaft zuzulassen.  Seit 1952 sind auch Prinzessinnen von Schweden mit dem Titel „Mitglieder“ zum Orden zugelassen, womit eine Wiedereinführung des Ordens der Marie Eleonore, der als reiner Damenorden Prinzessinnen vorbehalten war, hinfällig wurde. Die Ritter hatten die Pflicht, entweder ein paar Tage im Jahr im 1752 gegründeten Seraphinenkrankenhaus (Serafimerlasarettet) zu Stockholm selber zu arbeiten oder aber diesem finanzielle Hilfe zu leisten. Die renommierte Institution mit großen Verdiensten für medizinische Forschung wurde 1980 geschlossen.
Im Zusammenhang mit der neuen Verfassung, die 1975 in Kraft trat, wurde die Verleihung aller (staatlichen) schwedischen Orden einschließlich des Seraphinenordens an Inländer abgeschafft. Diese Regelung wurde 1995 dahingehend geändert, dass die königliche Familie davon ausgenommen ist, so dass der Orden innerhalb Schwedens als reiner Hausorden fungierte. Außer an Prinzen und Prinzessinnen wird der Seraphinenorden – vor allem anlässlich von Staatsbesuchen – an ausländische Staatsoberhäupter sowie diesen gleichgestellte Persönlichkeiten verliehen. Der Beschluss des Reichstags, wonach die Verleihung von Orden auch an Inländer ab dem 1. Januar 2023 wieder möglich ist, hat für den Seraphinenorden deshalb kaum eine Auswirkung.

## Insignien
Die Insignien des einklassigen Seraphinenordens sind das Ordenskreuz, der Bruststern und die Collane.
Das Ordenskreuz ist ein großes goldenes Malteserkreuz mit Kugeln an den Spitzen der Arme. Das Kreuz ist weißemailliert mit goldenem Rand und hat goldene Seraph-Köpfe in seinen Winkeln. Im blauemailleirten Mittenmedaillon des Averses befindet sich die Chiffre I H S (Iesus Hominum Salvator), die von einem weißen lateinischen Kreuz überhöht und von drei goldenen Kronen (der Schweden, Goten und Wandalen) umgeben ist. Auf allen Seiten des Mittenmedaillons tragen die Arme des Ordenskreuzes kleine Patriarchenkreuze. Im Revers zeigt das Mittenmedaillon die Chiffre F R S (Fridericus Rex Sueciae). Das Ordenskreuz ist von einer goldenen Königskrone überhöht und wird an einer hellblauen Schärpe von der rechten Schulter zur linken Hüfte getragen.
Der Ordensstern ist ein großes silbernes Malteserkreuz mit Seraphsköpfen in den Winkeln, mit demselben Mittenmedaillon wie im Avers des Ordenskreuzes. Der Stern wird auf der linken Brust getragen. Bis um 1860 waren die Ordenssterne gestickt.
Sowohl das Ordenskreuz wie -stern konnten mit Brillanten vergeben werden. Die „nur nach besonderem Befehl Seiner Majestät“ anzulegende Collane besteht aus elf goldenen Seraphsköpfen und elf blauemaillierten Patriarchenkreuzen. An Ausländer wurde sie äußerst selten verliehen.
Zum Orden gehört auch die äußerst seltene goldene Seraphinenmedaille. Sie zeigt das Brustbild Friedrichs I., hängt an einer Krone und goldenen Kettchen und wurde an Personen verliehen, die außerordentliche Verdienste in der Armen- und Krankenpflege erworben hatten. Im ganzen 20. Jahrhundert wurde sie zweimal verliehen, u. a. an Elsa Brändström. 1974 wurde die Medaille zur direkten Verfügung des Königs gestellt, womit sie seither auch an schwedische Staatsbürger verliehen werden kann, die den Seraphinenorden nicht mehr bekommen können. Der Avers der Medaille zeigt das Brustbild von König Friedrich I. mit der Inschrift Fridericus D.G. Rex Sueciae. Im Revers hat die Medaille die Collane des Seraphinenordens, von der Inschrift Procederes Cum Principe Nectit 1748 umgeben. Innerhalb der Collane befindet sich die Inschrift Ordo Eq. Seraphin. Restauratus Natali Regis LXXIII. Man verwendet immer noch Exemplare der Medaille aus der Zeit König Friedrichs I. von Hessen-Homburg.
Das Ordenskapitel ist gemeinsam für alle vier Orden des „Systems“ und besteht aus dem Ordenskanzler und -vizekanzler, Schatzmeister, Zeremonienmeister, Fahnenträger, Ordensbischof und Herold.

## Serafimerringningen
Bis um 1820 begrub man alle in Stockholm verstorbenen Ritter in der Riddarholmskirche (Riddarholmskyrkan), wo auch alle Könige bis Gustav V. beigesetzt wurden. In dieser Kirche sind bis heute an den Wänden die Wappenbilder der Beliehenen zu finden. Da die Kirche keine Gemeindekirche ist, werden die Glocken allein am Tage der Beisetzung eines jeden Seraphinenritters geläutet. Das während einer ganzen Stunde von 12 Uhr bis 13 Uhr dauernde Serafimer-Glockenläuten (schwedisch  Serafimerringningen) wird von einer Zeremonie in der Kirche begleitet. Zuvor wird der Wappenschild in einer Prozession vom Stockholmer Schloss zur Riddarholmskirche getragen.
Es besteht die Rückgabepflicht der Insignien nach dem Tode jedes in- und ausländischen Ritters. Dies betrifft auch die Seraphinenmedaille.

## Bekannte Ritter
- siehe: Ritter des Seraphinenordens